# Eudentalium
Eudentalium es un género de molusco escafópodo marino de la familia Dentaliidae.
Las especies de este género se las encuentra en Australia.

## Especies
Las especies incluidas dentro del género Eudentalium son:
- Eudentalium quadricostatum (Brazier, 1877)